# Raica Oliveira
Raica Oliveira, (Niterói, Brasil, 22 de enero de 1984) es una top model y actriz brasileña, conocida por su trabajo con numerosas empresas, como Emanuel Ungaro, Dior, Dolce & Gabbana, Yves Saint Laurent, Vogue, Chanel, Lancôme, Victoria Secret, Pepe Jeans, Sports Illustrated Swimsuit Issue, JLO, H & M, Elle, Marie Claire, TNG, Ann Taylor y XOXO. A partir de 2008, ha trabajado como reportero de moda para Jornal Record.
Reside en Manhattan, Nueva York.

## Primeros años
Nació en Niterói, Brasil, la más joven de tres hijos. Tiene dos hermanos: Givago (economista) y Pablo (abogado). Se graduó de la escuela de Sao Vicente de Paula en Niteroi.
Antes de convertirse en un modelo, practicaba bodyboard. Soñaba con ser modelo desde los diez años de edad. Fue descubierta por el mismo agente que descubrió Gisele Bündchen, Sergio Mattos.
En 1999, entró en el concurso de modelos Elite Look en Brasil y superó a 30 mil niñas por el premio mayor. Fue enviada a Niza, Francia, para el final de la competencia internacional, donde quedó en segundo lugar. Poco después, se mudó a Nueva York con su madre Conceição de Oliveira para tratar de construir su carrera.

## Carrera
Su carrera comenzó en 1999, cuando consiguió ganar la edición brasileña del concurso de modelos Elite Model Look. Poco después quedaría segunda en la final mundial, celebrada en Niza (Francia), lo que supuso el espaldarazo definitivo para alcanzar el éxito. 
Ha sido imagen de las empresas Forum, Loewe, Sergio Valente Jeans, Hot Kiss, Dolce & Gabbana, etc. No obstante, en el año 2001 ha protagonizado una campaña, para la marca francesa Christian Dior, que le ha servido para consolidar su carrera como supermodelo.

## Revistas
Ella ha aparecido en varias revistas, aquí una lista de algunas:
- Nova (Brasil)
- Elle (Brasil)
- Vogue (Italia)
- Elle (España)
- Marie Claire (Brasil)
- Vogue (Brasil)
- Vogue (Brasil)
- Spin (Estados Unidos)
- Vogue (España)
- Harpers & Queen (Estados Unidos)
- Biba (Francia)
- Ocean Drive (España)
- Marie Claire
- Sports llustrated (Estados Unidos)

## Desfiles
Esta es una lista de algunos desfiles en los que ha participadó.
- 2000: Christian Dior, Christian Lacroix, Emanuel Ungaro, John Galliano, Sonia Rykiel y Valentino.
- 2001: Alberta Ferretti, Balmain, Calvin Klein, [Cerruti 1881|Cerruti]], Chloé, Christian Dior, Cynthia Rowley, Daryl K, Emanuel Ungaro, Fause Haten, Fendi, Halston, Jeremy Scott, John Galliano, Miguel Vieira, Paco Rabanne, Pamela Dennis Donna, Portugal International, Ralph Lauren, Rosa Chá, Salvatore Ferragamo, Sonia Rykiel, Tuleh, Valentino, Victor Alfaro, Alice Roi, Christian Dior, Cynthia Rowley, Cynthia Steffe, Dirk Bikkembergs, Jean Paul Gaultier, Leonard, Miguel Adrover, Nanette Lepore, Ralph Lauren, Tuleh.
- 2002: Christian Dior, Cynthia Steffe, Dirk Bikkembergs, Guy Laroche, Hermes, Iceberg, Isabel Marant, Jean Paul Gaultier, John Galliano, Keita Maruyama, La Perla, Marcel Marongiu, Mariella Burani, Morgan, Nanette Lepore, Private Circle, Vivienne Westwood, Yeohlee, Yigal Azrouel, Haute Couture, Atil Kutoglu, Baby Phat, Binetti, Carmen Marc Valvo, Catherine Malandrino, Chanpaul, Christian Dior, Coccapani, Hermes, Mariella Burani, Morgan, Rocco Barocco, Yeohlee, etc.
- 2003: Custo Barcelona, Gai Mattiolo, Iceberg, Mariella Burani, Yeohlee, etc.
- 2004: Antoni & Alison, Arkadius, Boudicca, Paul Costelloe, Arkadius.
- 2005: Baby Phat, Cynthia Rowley, etc.
- 2006: Pasarela Cibeles,Antonio Pernas, Triumph World Cup Fashion,Ágata Ruiz de la Prada, Claudia Simões
- 2007: Raia de Goeye, Rosa Cha, TNG
- 2010: Beatriz Camacho, Itxel Moda